# 廖可铎
廖可铎（1958年2月—），湖北鄂州人，中国人民解放军中将。

## 生平
曾任北京军区某坦克团战士、排长、政治处宣传股干事，师政治部宣传科干事，师装甲步兵团连政治指导员；
1978年2月参加工作，1978年2月参加中国人民解放军。
1979年12月加入中国共产党。
1985年12月起，先后任北京军区党委秘书，组织处副处长、青年处处长、组织处处长。
2000年1月，任北京军区政治部组织部副部长、部长。
2006年12月起，任中国人民解放军陆军第六十五集团军步兵第一九三师政委，后升任中国人民解放军陆军第三十八集团军政治部主任、北京军区政治部副主任，天津警备区政委。
2012年5月起，任中共天津市委常委，天津警备区政委、党委书记。
2016年1月，任新成立的中国人民解放军东部战区副政治委员兼东部战区陆军政治委员。

### 军衔
2008年7月晋升少将军衔。
2017年7月31日晋升中将军衔。